# SN 2002lg
SN 2002lg – supernowa odkryta 4 lipca 2002 roku w galaktyce A033235-2747. W momencie odkrycia miała maksymalną jasność 23,40m.